# Эпигенетическая терапия
Эпигенетическая терапия — предполагаемый метод лечения и профилактики различных заболеваний и патологий посредством воздействия (обычно медикаментозного) на эпигеном пациента. Возникновение метода связано с развитием теории эпигенетического наследования.

## Применения

### Диабетическая ретинопатия
Диабетическую ретинопатию традиционно связывают с рядом эпигенетических изменений, в том числе метилированием генов SOD2 и MMP-9 и избыточной транскрипцией гена LSD1. В настоящее время рассматриваются различные методы коррекции этих изменений, в том числе с применением вориностата и ромидепсина.

### Клеточная терапия с использованием перепрограммированных клеток
Используя индуцированные стволовые клетки, получаемые путём эпигенетического перепрограммирования клеток, можно лечить различные заболевания методами клеточной терапии.

### Лечение рака
При возникновении раковая опухоль подавляет защитные антиопухолевые механизмы в клетках. Для повторной активации этих механизмов используются, в частности, азацитидин и децитабин.

### Лечение шизофрении
Предрасположенность к шизофрении предположительно связана с низким уровнем ацетилирования определённых участков гистонов, а также с метилированием ДНК. Для коррекции этих нарушений могут применяться препараты на основе метилтрансфераз и деацетилаз гистонов. Даже если эта методика не позволит полностью излечить шизофрению, эпигенетическая терапия может заметно улучшить качество жизни.

### Изменение сексуальной ориентации
В конце 2012 года группой исследователей была опубликована гипотеза эпигенетического происхождения гомосексуальности, которая может объяснить механизм её наследования при отсутствии соответствующего гена. В рамках гипотезы предполагается, что гомосексуальная ориентация формируется из-за передачи эпи-марок от родителя противоположного пола. Вскоре после публикации были высказаны предположения о потенциальной возможности изменения сексуальной ориентации посредством эпигенетических препаратов.